# 西村武純
西村 武純（にしむら たけずみ、1965年11月26日 - ）は、日本の男性俳優、声優。大阪府出身。身長181cm、体重70kg。劇団昴所属。

## 人物
特技は水泳、スキー、自転車。方言は関西弁、大阪弁

## 出演作品

### テレビドラマ
- 大人は判ってくれない
- 仮面の欲望
- 火曜サスペンス劇場
  - 「アリバイの穴」
  - 「身辺警護」
- ガラスの墓標
- 蜘蛛男
- CO 移植コーディネーター
- 土曜ワイド劇場
  - 「高松-神戸ジャンボフェリー殺人海峡」
  - 「不倫の果て」
- 猫探偵の事件簿2（刑事）
- ワンダラー

### テレビ番組
- 西田ひかるの痛快人間伝 -Dashing life story-

### 映画
- 釣りバカ日誌
- にしかん
- youth

### webドラマ
- au webムービー「all for you 〜ココロつながる、瞬間〜episode.3 ちゃっちゃと」篇

### テレビアニメ
- 名探偵コナン（2004年、井崎）

### 吹き替え

#### 映画
- ジミー さよならのキスもしてくれない

#### ドラマ
- アメージング・ストーリー

### 特撮
- 地球戦隊ファイブマン（1990年、ロマノ星王子レイ・ゾーバ）

### CM
- ウィルソン カーワックス
- au ラジオCM
- NTT東日本「ICHIRO'S INTERVIEW」
- 扇屋商事 パラディソ
- 大塚製薬 カロリーメイト「一歩を信じる」篇
- 奥村組「建設LOVE奥村クミ」
- KIRINFIRE 挽きたて微糖
- サッポロ黒ラベル
- 日産・キャラバン
- 農林中央金庫 JAバンク「みんなの声」篇
- プレサンスコーポレーション webCM（声の出演）
- ローソン 看板の上から（モノづくり）篇

### VP
- PHP販売用
- 文化庁

### 舞台
1989年
- エデンの東（1989年 - 1991年）

1990年
- なよたけ

1991年
- 夏の夜の夢（スナウト、ディミトリアス）
- ジュリアス・シーザー
- アントニーとクレオパトラ

1992年
- 自分の耳
- ハムレット（レイアティーズ）
- Road -ロード-

1993年
- 八人の犬士たち（犬田小文吾）

1994年
- 熊（1994年 - 2010年）

1995年
- カモメたちの晩
- 夏
- 火垂るの墓

1996年
- パパの誕生日（1996年 - 1997年）

1997年
- 十二夜（騎士アンドルー・エーギチーク）

1998年
- 血の絆（ザカリア）

1999年
- 夏の砂の上
- しあわせのカタチ
- ドラッグ

2000年
- 罪と罰（ラズミーヒン）

2001年
- アルジャーノンに花束を（ジンピイ）
- 渥美清子の青春

2002年
- クリスマス・キャロル（2002年 - 2005年、ベルの夫、トッパー 他）

2010年
- だらぶち（2010年 - 2011年）